# Willy Jäggi (Fussballspieler)
Willy Jäggi (* 28. Juli 1906 in Solothurn; † 1. Februar 1968 in Biel-Bienne) war ein Schweizer Fussballspieler.

## Karriere

### Vereine
Jäggi spielte 20-jährig seine erste Saison im Seniorenbereich für den FC Solothurn in der Gruppe Zentral, neben der Gruppe West und Ost, eine von dreien in der Serie A, der seinerzeit höchsten Spielklasse im Schweizerischen Fussball. 
Anschliessend spielte er für Servette Genf und den FC La Chaux-de-Fonds jeweils zwei Jahre (1927–1929) und (1929–1931) in der Gruppe West. Mit erstgenannten Verein gewann er mit dem 5:1-Sieg über Grasshopper Club Zürich den nationalen Vereinspokal, mit letztgenannten Verein nahm er 1931 Platz 2 ein und nahm somit an der Finalrunde um die Schweizer Meisterschaft teil, die als Dritter abgeschlossen wurde.
In der Saison 1931/32 spielte er für Urania Genève Sport in Gruppe 1 der Nationalliga und qualifizierte sich mit seiner Mannschaft für die anschliessende Finalrunde, in der die Erst- und Zweitplatzierten der Gruppe 1 und 2 die Meisterschaft ausspielten; Meister wurde der FC Lausanne-Sport, im Pokalfinale war er mit seiner Mannschaft Grasshopper Club Zürich mit 1:5 unterlegen.
Seine längste Zeit bei einem Verein verbrachte er anschliessend beim FC Lausanne-Sport; von 1932 bis Jahresende 1938, ab der Saison 1933/34 in einer nicht in Gruppen unterteilten für die gesamte Schweiz geltenden Nationalliga, war er für diesen aktiv und gewann zweimal die Meisterschaft und einmal den nationalen Vereinspokal.
Vom 1. Januar 1939 bis zum Saisonende 1941/42 spielte er für den FC Biel-Bienne. Dem Abstieg am Saisonende 1939/40 entging er mit seiner Mannschaft, da der Meisterschaftsbetrieb unter speziellen Bedingungen wegen der Generalmobilmachung als Reaktion auf den Zweiten Weltkrieg stand; es wurde darauf verzichtet eine Mannschaft zu relegieren, resp. aufsteigen zu lassen.

### Nationalmannschaft
Jäggi bestritt in einem Zeitraum von neun Jahren 21 Länderspiele für die Schweizer Nationalmannschaft, 18 davon in Freundschaft. Er debütierte am 17. April 1927 in Santander bei der 0:1-Niederlage gegen die Nationalmannschaft Spaniens. Sein erstes Tor gelang ihm in seinem zweiten Länderspiel am 29. Mai desselben Jahres bei der 1:4-Niederlage gegen die Nationalmannschaft Österreichs im Letzigrund mit dem Treffer zum 1:3 in der 68. Minute. Seinen letzten Einsatz als Nationalspieler hatte er am 10. November 1935 in Budapest bei der 1:6-Niederlage gegen die Nationalmannschaft Ungarns.
Ferner kam er am 28. Mai 1928 gegen die Nationalmannschaft Deutschlands bei der 0:4-Achtelfinalniederlage des Olympischen Fussballturniers zum Einsatz, wie auch einmal am 24. September 1933 beim 2:2-Unentschieden gegen die Nationalmannschaft Jugoslawiens im ersten Spiel der WM-Qualifikationsgruppe 6. Sein einziges Länderspiel bei der anschliessenden Weltmeisterschaft bestritt er am 31. Mai 1934 bei der 2:3-Viertelfinalniederlage gegen die Nationalmannschaft der Tschechoslowakei.

## Erfolge
Servette Genf
- Schweizer Cup-Sieger 1928

Urania Genève Sport
- Schweizer Cup-Finalist 1932

FC Lausanne-Sport
- Schweizer Meister 1935, 1936
- Schweizer Cup-Sieger 1935, -Finalist 1937
- Schweizer Torschützenkönig 1936 (30 Tore)